# Сан Марино (Калифорнија)
Сан Марино (енгл. San Marino) град је у америчкој савезној држави Калифорнија. По попису становништва из 2010. у њему је живело 13.147 становника.

## Демографија
Према попису становништва из 2010. у граду је живело 13.147 становника, што је 202 (1,6%) становника више него 2000. године.
| Група             | 2000.         | 2010.         |
| Белци             | 5.771 (44,6%) | 4.872 (37,1%) |
| Афроамериканци    | 33 (0,3%)     | 55 (0,4%)     |
| Азијати           | 6.286 (48,6%) | 7.039 (53,5%) |
| Хиспаноамериканци | 571 (4,4%)    | 855 (6,5%)    |
| Укупно            | 12.945        | 13.147        |